# Vanellus vanellus

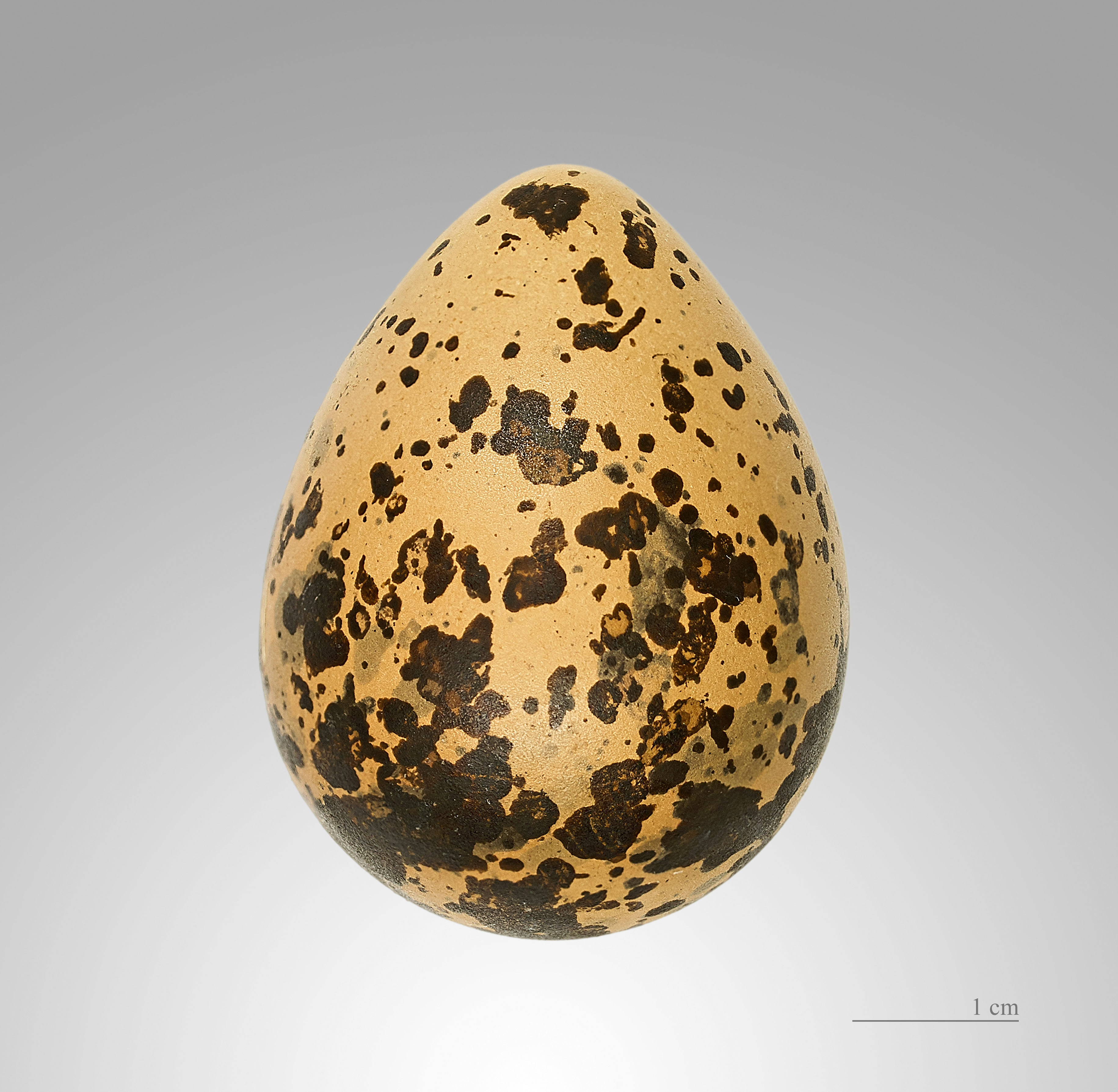
Uovo di pavoncella

La pavoncella (Vanellus vanellus, Linnaeus, 1758) è un uccello di media grandezza diffuso in buona parte dell'Europa. Frequenta le pianure, i vasti territori coltivati a campi e zone parzialmente umide, ma la si incontra anche nei pascoli, fino a quote medio alte, nella stagione invernale e durante il passo. L'habitat, molto vasto, comprende l'Eurasia settentrionale, il Giappone e il Nordafrica. Particolarmente comune nei Paesi Bassi dove nidifica in gran numero. Si riproduce normalmente nell'Europa centrale e orientale, mentre sverna nell'Europa occidentale e meridionale ed in Nordafrica.

## Caratteristiche
La pavoncella è un uccello lungo 28-33 cm con un'apertura alare di 67-87 e un peso di 128-330 g. Le piume del dorso sono nere con riflessi bronzei, rosso-verdi. Bianca è nella parte inferiore, con il sotto coda marrone e petto nero. Le sue zampe corte sono rosa pallido. La testa è molto elegante con il lungo ciuffo (10 cm), largo sopracciglio bianco e becco nero. In volo le ali presentano una caratteristica forma arcuata.
Il nome di questo volatile è in varie lingue un indizio di sue caratteristiche peculiari. Quello italiano pavoncella, si riferisce al colore del piumaggio del dorso che ha dei riflessi bronzei tipici del piumaggio del Pavone. Il nome inglese Lapwing si rifà alle piroette (in inglese lapping) che il maschio esegue in aria durante la parata nuziale. Il nome latino Vanellus invece fa riferimento al suo grido d'allarme che ricorda il rumore che fa il grano quando ricade nel vaglio.

## Sistematica
Vanellus vanellus non ha sottospecie, è monotipico.

## Nidificazione e dieta
Il nido è un semplice buco nella terra, spesso un poco rialzato per permettere un controllo della zona circostante. Il maschio scava vari nidi la femmina ne sceglierà il migliore. La femmina depone circa 4 uova di colore marrone chiaro, striati e macchiettati di marrone scuro, tra la metà di marzo e aprile, raramente fa seguito una seconda covata. La cova dura circa 4 settimane assicurata dalla femmina e dal maschio. Alla nascita i piccoli abbandonano immediatamente il nido. Sono accuditi da entrambi i genitori e dopo 35-40 giorni raggiungono il piumaggio definitivo e l'indipendenza. La pavoncella si nutre essenzialmente di coleotteri, di mosche e altri insetti, ma anche di ragni, lombrichi e altri invertebrati. Non disdegna nella dieta anche qualche seme di pino o di graminacee.

## Nella letteratura
La pavoncella compare - come correlativo oggettivo di un improvviso sentimento di gioia - alla fine del terzo "movimento" della sezione Mediterraneo, negli Ossi di seppia (1925) di Eugenio Montale: "Con questa gioia precipita / dal chiuso vallotto alla spiaggia / la spersa pavoncella" (vv. 29-31).

## Galleria d'immagini

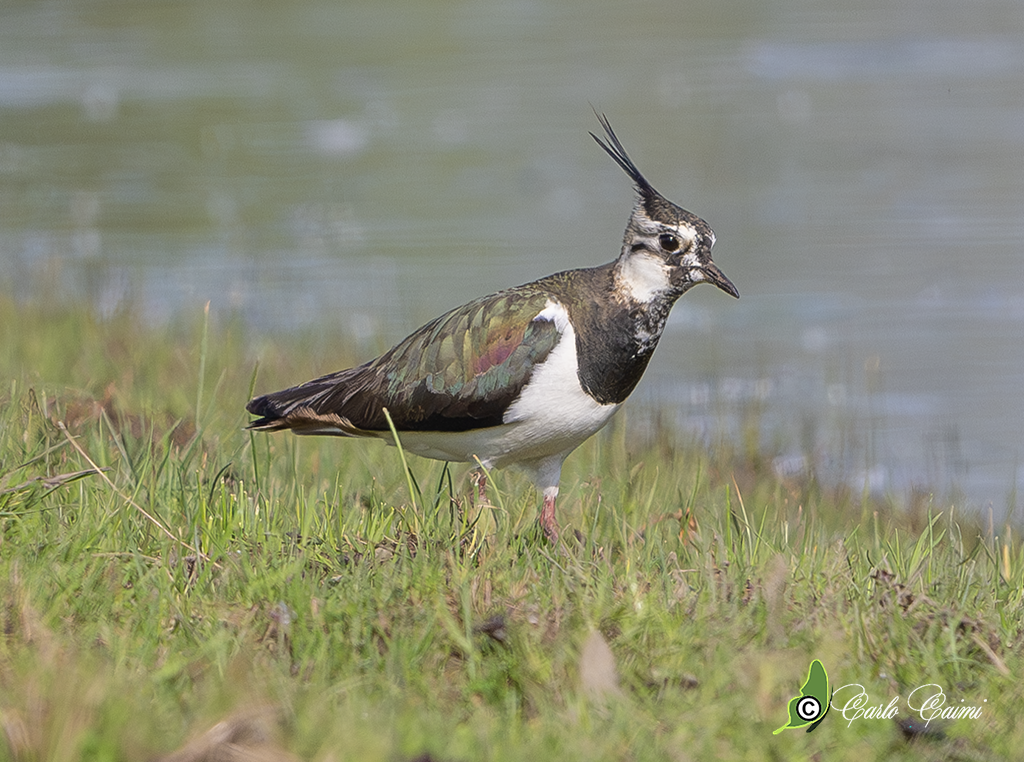
Pavoncella (Vanellus vanellus)
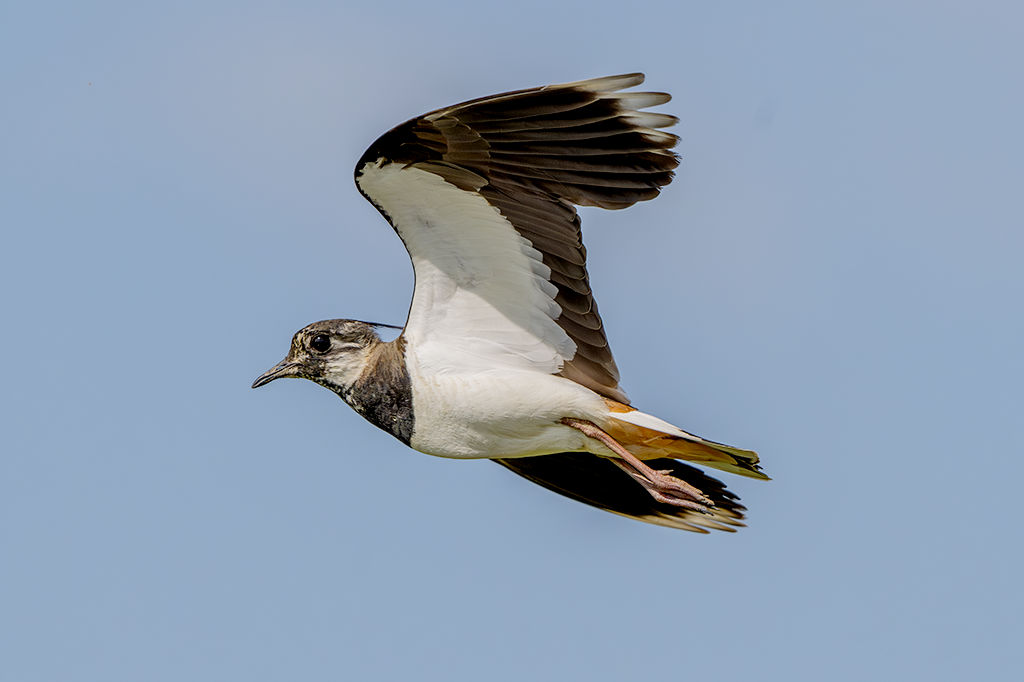
Pavoncella (Vanellus vanellus)
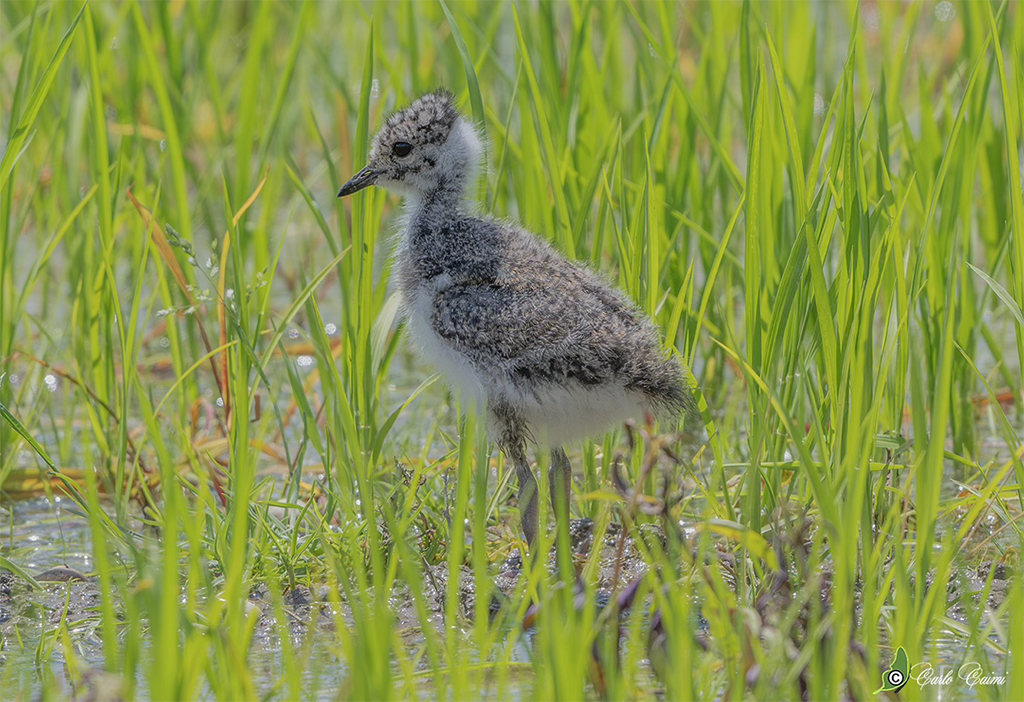
Pavocella (Vanellus vanellus)-Pulcino